# Bethel (condado de Windsor)
Bethel es un lugar designado por el censo ubicado en el condado de Windsor en el estado estadounidense de Vermont. En el año 2010 tenía una población de 569 habitantes.

## Geografía
Bethel se encuentra ubicado en las coordenadas 42°49′44″N 72°37′58″O / 42.82889, -72.63278.